# The College Dropout
The College Dropout — дебютний студійний альбом американського репера та продюсера Каньє Веста, випущений 10 лютого 2004 року на лейблах Def Jam Recordings і Roc-A-Fella Records. У роки, що передували релізу, Вест отримав похвалу за свою продюсерську роботу над альбомами таких виконавців, як Jay-Z і Talib Kweli, але зіткнувся з труднощами, коли представники музичної індустрії не сприйняли його як самостійного артиста. Маючи намір продовжити сольну кар'єру, він підписав контракт із звукозаписною компанією Roc-A-Fella та записував альбом протягом чотирьох років, починаючи з 1999 року.
Продакшном The College Dropout в основному займався сам Каньє Вест, і він демонстрував його музичний стиль «бурундука», який використовував прискорені, змінені по висоті вокальні семпли з записів соулу та ритм-енд-блюзу, на додаток до власного програмування ударних Веста, струнного акомпанементу, і госпел хори.
Альбом містить гостьові куплети від Jay-Z, Mos Def, Jamie Foxx, Сайліна Джонсон, Twista, Common, Ludacris та інших. Відрізняючись від панівної на той час гангстерської персони в хіп-хопі, лірика Веста стосується тем сім'ї, самосвідомості, матеріалізму, релігії, расизму та вищої освіти. Альбом рекламувався такими синглами, як «Through the Wire», «Jesus Walks», «All Falls Down», «Slow Jamz» і «The New Workout Plan».

## Історія створення
Каньє Вест розпочав свою ранню продюсерську кар’єру в середині 1990-х років, створюючи біти переважно для місцевих виконавців, зрештою розвинувши стиль, який передбачав прискорення вокальних семплів із класичних соул-записів. Згодом він створив і став продюсером для Go-Getters, чиказької реп-групи кінця 1990-х, до складу якої входили він, GLC, Timmy G, Really Doe і Arrowstar. Група випустила свій перший і єдиний студійний альбом World Record Holders у 1999 році. Потім Каньє отримав визнання завдяки своєму продюсерському внеску в альбом Jay-Z The Blueprint 2001 року. The Blueprint був названий 252-м найкращим альбомом усіх часів за версією журналу Rolling Stone, а успіх альбому викликав значний інтерес до Каньє Веста як продюсера. Виконуючи функції внутрішнього продюсера для Roc-A-Fella Records, він продюсував альбоми  для інших виконавців лейблу, таких як Beanie Sigel, Freeway і Cam'ron. А також він створював хіти для Ludacris, Аліши Кіз, Talib Kweli та Джанет Джексон.
Незважаючи на свій успіх як продюсер, Каньє Вест прагнув стати репером, але йому було важко укласти контракт із яким-небдь лейблом. Компанії звукозапису ігнорували його, тому що він не мав образу гангстера, який був домінуючим у мейнстрімі хіп-хопу того часу. Після серії зустрічей з Capitol Records йому врешті-решт відмовили в угоді. За словами керівника Capitol Record Джо Вайнбергера, Каньє майже підписав з ним угоду, але інша особа в компанії переконала президента Capitol цього не робити. Відчайдушно намагаючись утримати Веста від переходу на інший лейбл, тодішній голова лейблу Roc-A-Fella Деймон Деш неохоче підписав Веста на лейбл. Jay-Z, колега Веста та один із його наставників, пізніше зізнався, що Roc-A-Fella спочатку не хотіли підтримувати Веста як репера, стверджуючи, що багато хто бачив у ньому перш за все продюсера, і що він дуже відрізнявся від інших виконавців на лейблі за походженням і стилем.
23 жовтня 2002 року, Каньє Вест, їдучи додому з каліфорнійської студії звукозапису після пізньої роботи, заснув за кермом і потрапив у автокатастрофу, яка ледь не закінчилася смертю. Аварія залишила його з роздробленою щелепою, на яку довелося накласти дроти. Аварія надихнула Веста: через два тижні після госпіталізації він записав пісню «Through the Wire» із закритою щелепою. Ця пісня розповідає про досвід Каньє після аварії та допомогла закласти основу для його дебютного альбому, оскільки, за словами Веста, «усі найкращі артисти виражали те, через що вони проходили». Він додав, що «альбом був моїми ліками», оскільки робота над ним відволікала його від болю. «Through the Wire» вперше з'явилася на мікстейпі Get Well Soon..., який вийшов у грудні 2002 року. Тоді ж Каньє Вест оголосив, що працює над альбомом під назвою The College Dropout, загальною темою якого було «Приймай свої власні рішення. Не дозволяй суспільству говорити тобі: «Це те, що ти повинен зробити».

### Запис
Каньє Вест почав записувати The College Dropout у 1999 році. Запис відбувався на студії Record Plant у Лос-Анджелесі. За словами Джона Монополі, друга, менеджера та ділового партнера Веста, альбом «... [не мав] конкретної дати початку. Він збирав біти роками. Він завжди продюсував їх з наміром стати репером. Тут є біти, які він буквально зберігав для себе роками». Каньє Вест записав більшу частину матеріалу у власній квартирі в Гобокені, Нью-Джерсі. Оскільки це була двокімнатна квартира, Каньє зміг створити домашню студію в одній із кімнат, а свою спальню — в іншій. Він приносив у студію рюкзак Louis Vuitton, наповнений старими дисками та демозаписами, створюючи треки менш ніж за п’ятнадцять хвилин за раз. Він записав решту альбому в Лос-Анджелесі, відновлюючись після автомобільної аварії. Коли він завершив роботу над альбомом, він став просочуватися в мережу за кілька місяців до дати виходу. Однак Каньє вирішив скористатися можливістю, щоб переглянути альбом, і The College Dropout був значно реміксований, перемастерований і перероблений перед випуском. Як наслідок, деякі треки, спочатку призначені для альбому, були згодом усунуті, серед них «Keep the Receipt» з Ol' Dirty Bastard, «The Good, the Bad, and the Ugly» з Consequence та оригінальна версія «Homecoming». Каньє Вест ретельно вдосконалив постановку, додавши струнні аранжування, госпел-хори, покращивши програмування барабанів і додавши нові куплети. У своєму особистому блозі в 2009 році Вест заявив, що його найбільше надихнув The Miseducation of Lauryn Hill і він щодня слухав альбом, працюючи над The College Dropout. 
Каньє Вест закінчив запис приблизно в грудні 2003 року, за словами його старшого кузена та співака Тоні Вільямса, якого репер залучив до роботи за два тижні до кінцевого терміну випуску альбому, щоб додати вокал. Він вразив Веста своїми імпровізаціями на «Spaceship» під час однієї з їхніх спільних поїздок. Пізніше співак розповів про запис The College Dropout на Record Plant: «Я зайшов, зайшов до кабінки, почав наспівувати на «Spaceship» і закінчив її. У той момент він сказав: «Добре, давай, я побачу, що ти робиш у цій пісні». Я думаю, що саме тоді ми зробили «Last Call». Одна пісня за другою, і до кінця вихідних у мене було приблизно п'ять пісень, а потім ми записали «I'll Fly Away». У січні 2020 року в інтерв’ю GQ Каньє Вест розповів, що близько 30–40 відсотків альбому було записано на Roland VS-1680.

## Композиція
The College Dropout сильно відрізнявся від домінуючого на той час образу гангстера в хіп-хопі на користь більш різноманітних, актуальних тем для пісень. Протягом усього альбому Каньє Вест торкається низки різних питань, взятих із власного досвіду та спостережень, включаючи релігію, сім’ю, секс, надмірний матеріалізм, самосвідомість, працю з мінімальною оплатою праці, інституційні упередження та особисту боротьбу. Музичний журналіст Келефа Саннех написав: «Протягом усього альбому містер Вест глузує з усіх, хто не вірив у нього: вчителів, директорів звукозапису, поліцейських, навіть свого колишнього боса в Gap». Вест пояснив: «Я такий, що я звичайна людина. Просто подумайте про те, через що ви пройшли минулого тижня, і в моєму альбомі є пісня про це». Альбом був примітний у музичному відношенні тим, що Каньє розвинув унікальний стиль продюсування під назвою «бурундучий соул», у якому R&B та соул-музика прискорювалися та змінювалися тональності.

## Назва та обкладинка
Назва альбому частково є посиланням на рішення Каньє Веста кинути коледж, щоб здійснити свою мрію стати музикантом. Цей вчинок дуже не сподобався його матері, яка була професором університету, з якого він пішов. Пізніше вона сказала: «Мені вбили в голову, що коледж — це квиток до гарного життя... але деякі кар’єрні цілі не вимагають коледжу. Для того, щоб Каньє створив альбом під назвою [The] College Dropout, це було більше про те, щоб мати сміливість прийняти те, ким ти є, а не йти шляхом, який суспільство проклало для тебе». Обкладинку для альбому розробив Ерік Дювошель, який тоді був частиною внутрішньої команди дизайнерів бренду Roc-A-Fella. Вест уже сфотографувався в костюмі ведмедя, який знову з'явиться в його пізніших роботах, і Дювошель вибрав зображення, де він сидить на трибунах, оскільки його приваблювала самотність того, що мало бути «найпопулярнішим представленням школи». Зображення обрамлено золотими прикрасами, які Дювошель знайшов у книзі ілюстрацій 16-го століття, і Вест хотів використати, щоб «привнести відчуття елегантності та стилю в те, що зазвичай було гангстерським образом реп-виконавців». Внутрішня обкладинка містить щорічник коледжу з фотографіями гостьових виконавців із їхньої юності. Оригінальний випуск альбому має коричневий фон на обкладинці, а пізніші ремастери альбому мають білий фон.

## Комерційний успіх
The College Dropout дебютував під номером 2 в американському чарті Billboard 200, продавши 441 000 копій за перший тиждень. Це був масштабний комерційний успіх, ставши найбільш продаваним альбомом Веста в Сполучених Штатах на той час, з внутрішніми продажами понад 3,4 млн копій до 2014 року, а 23 листопада 2020 року Асоціація індустрії звукозапису Америки (RIAA) надала альбому 4-кратний платиновий статус. Загалом розійшовся тиражем понад 4 мільйони копій по всьому світу.

## Критика
Маючи широкий успіх у критиків, The College Dropout був високо оцінений за продюсування Веста, жартівливий та емоційний реп, а також баланс самоперевірки та мейнстрімової чутливості в музиці. Альбом приніс реперові кілька нагород, включаючи номінацію на «Альбом року» та перемогу в категорії «Найкращий реп-альбом» на «Греммі» 2005 року.
Відтоді численні видання назвали його одним із найкращих альбомів усіх часів. У 2005 році Pitchfork поставили його на 50 місце у своєму списку найкращих альбомів 2000—2004 років. У 2006 році альбом був названий Time одним із 100 найкращих альбомів усіх часів. У своєму ретроспективному номері 2007 року XXL присудив йому рейтинг «XXL»; цю ідеальну оцінку раніше журнал давав лише шістнадцяти іншим альбомам. У 2012 році Complex назвав альбом одним із класичних альбомів останнього десятиліття та 20-м найкращим дебютним альбомом у стилі хіп-хоп. Dagsavisen вказав альбом одинадцятим у своєму списку сорока найкращих альбомів 2000-х років. Альбом також увійшов до книги 1001 альбом, який ви повинні почути перед смертю. NME помістив альбом на 273 місце у своєму списку 500 найкращих альбомів усіх часів 2013 року, тоді як Rolling Stone поставив його на 74 місце у своєму списку 500 найкращих альбомів усіх часів у 2020 році.

## Спадищна та вплив
The College Dropout спровокував відродження соціально свідомого репу в середині 2000-х, коли поп-реп був насичений піснями з продакт-плейсментом і надзвичайно насильницькими текстами, уособленням яких стали такі репери, як 50 Cent, Nelly, Ja Rule, Ludacris та інші. Натомість Каньє Вест створив простір у мейнстрімі для реперів, щоб виразити себе та темношкіру ідентичність, не вдаючись до поширеної в хіп-хопі теми культури вуличних банд. Рауль Верма з The Independent сказав, що «Весту доручено довести, що мейнстрімовий хіп-хоп має совість, своїми живильними посланнями, що летять проти аморальної більшості, яка увічнює кліше про зброю, дівчат і ювелірку», тоді як старший редактор Vibe Ной Каллахан-Бевер стверджував, що вливання Каньє Веста «поп-чуттєвості» в його інакше прогресивний хіп-хоп «подолало розрив» і спонукало реперів більше тяжіти до центру між мейнстрімовими й альтернативними формами. Today прокоментував, що «The College Dropout виділявся в реп-ландшафті своєю нетиповою прозою. Він уникав звичайних сюжетних ліній про секс, гроші та насильство та торкався всього, від віри до страху перед невдачею та інших життєвих криз».
З виходом альбомом Каньє Вест почав набирати слухачів, які не могли віднестись до текстів, що прославляли гангстерський спосіб життя, але все ще насолоджувалися реп-музикою та більше пов’язували її з роздумами про сім’ю та кохання. Музичний журналіст Ендрю Барбер сказав: «Я міг ідентифікувати себе з цим проектом найбільше, тому що я навчався в коледжі в той час, і я почувався аутсайдером у своєму власному житті. Слова Веста в «Last Call» надихнули мене слідувати моїм мріям і мотивували закінчити навчання, незважаючи на назву альбому». Крейг Дженкінс назвав альбом «переломним моментом в історії репу 2000-х, коли ботаніки увірвалися в школу, щоб захопити контроль у спортсменів, і ця зміна відзначилася двома альбомами пізніше, коли Graduation Каньє переміг альбом Curtis 50 Cent під час їх битви продажів у 2007 році».

## Список композицій
| #     | Назва                                                               | Автор                                                                       | Продюсер(и)                 | Тривалість |
| ----- | ------------------------------------------------------------------- | --------------------------------------------------------------------------- | --------------------------- | ---------- |
| 1.    | «Intro (Skit)»                                                      | Каньє Вест                                                                  | Каньє Вест                  | 0:19       |
| 2.    | «We Don't Care»                                                     | West Miri Ben-Ari Ross Vannelli                                             | Каньє Вест                  | 3:59       |
| 3.    | «Graduation Day»                                                    | West John Stephens Ben-Ari                                                  | Каньє Вест                  | 1:22       |
| 4.    | «All Falls Down» (за участю Syleena Johnson)                        | West Lauryn Hill                                                            | Каньє Вест                  | 3:43       |
| 5.    | «I'll Fly Away»                                                     | Albert E. Brumley                                                           | Каньє Вест                  | 1:09       |
| 6.    | «Spaceship» (за участю GLC і Consequence)                           | West Leonard Harris Dexter Mills Marvin Gaye Gwen Gordy Fuqua Sandra Greene | Каньє Вест                  | 5:24       |
| 7.    | «Jesus Walks»                                                       | West Rhymefest Che Smith Ben-Ari Curtis Lundy                               | Каньє Вест                  | 3:13       |
| 8.    | «Never Let Me Down» (за участю Jay-Z і J. Ivy)                      | West Shawn Carter James Richardson Michael Bolton Bruce Kulick              | Каньє Вест                  | 5:24       |
| 9.    | «Get Em High» (за участю Talib Kweli і Common)                      | West Talib Kweli Greene Lonnie Rashid Lynn Jr.                              | Каньє Вест                  | 4:49       |
| 10.   | «Workout Plan (Skit)»                                               | West                                                                        | Каньє Вест                  | 0:46       |
| 11.   | «The New Workout Plan»                                              | West Stephens Bosco Kante Sumeke Rainey Ben-Ari                             | Каньє Вест                  | 5:22       |
| 12.   | «Slow Jamz» (Twista за участю Kanye West і Джеймі Фокса)            | West Carl Mitchell Burt Bacharach Hal David                                 | Каньє Вест                  | 5:16       |
| 13.   | «Breathe In Breathe Out» (за участю Ludacris)                       | West Brian Miller                                                           | Каньє Вест, Браян Міллер    | 4:06       |
| 14.   | «School Spirit (Skit 1)»                                            | West                                                                        | Каньє Вест                  | 1:18       |
| 15.   | «School Spirit»                                                     | West Aretha Franklin                                                        | Каньє Вест                  | 3:02       |
| 16.   | «School Spirit (Skit 2)»                                            | West                                                                        | Каньє Вест                  | 0:43       |
| 17.   | «Lil Jimmy (Skit)»                                                  | West                                                                        | Каньє Вест                  | 0:53       |
| 18.   | «Two Words» (за участю Mos Def, Freeway і The Boys Choir of Harlem) | West Dante Smith Leslie Pridgen Lou Wilson Ric Wilson Carlos Wilson         | Каньє Вест                  | 4:26       |
| 19.   | «Through the Wire»                                                  | David Foster Tom Keane Cynthia Weil                                         | Каньє Вест                  | 3:41       |
| 20.   | «Family Business»                                                   | West                                                                        | Каньє Вест                  | 4:38       |
| 21.   | «Last Call»                                                         | West Michael Perretta Tony Williams Ken Lewis                               | Каньє Вест, Evidence, Porse | 12:40      |
| 76:13 |                                                                     |                                                                             |                             |            |

Японський спеціальний випуск 2005 року
| Бонус-трек | Бонус-трек                      | Бонус-трек  | Бонус-трек |
| #          | Назва                           | Автор       | Тривалість |
| ---------- | ------------------------------- | ----------- | ---------- |
| 22.        | «Heavy Hitters» (за участю GLC) | West Harris | 3:55       |
| 80:08      |                                 |             |            |

## Чарти
| Чарт (2004)                                    | Найвища позиція |
| ---------------------------------------------- | --------------- |
| Канада Canadian Albums (Nielsen SoundScan)     | 11              |
| Канада Canadian R&B Albums (Nielsen SoundScan) | 5               |
| Нідерланди Dutch Albums (MegaCharts)           | 53              |
| Франція French Albums (SNEP)                   | 98              |
| Німеччина German Albums (Offizielle Top 100)   | 77              |
| Ірландія Irish Albums (IRMA)                   | 13              |
| Норвегія Norwegian Albums (VG-lista)           | 27              |
| Шотландія Scottish Albums (OCC)                | 23              |
| Швеція Swedish Albums (Sverigetopplistan)      | 39              |
| Швейцарія Swiss Albums (Schweizer Hitparade)   | 96              |
| Велика Британія UK Albums (OCC)                | 12              |
| Велика Британія UK R&B Albums (OCC)            | 2               |
| США Billboard 200                              | 2               |
| США Top R&B/Hip-Hop Albums (Billboard)         | 1               |

| Чарт (2022)                                | Найвища позиція |
| ------------------------------------------ | --------------- |
| Бельгія Belgian Albums (Ultratop Flanders) | 55              |
| Канада Canadian Albums (Billboard)         | 38              |
| Данія Danish Albums (Hitlisten)            | 30              |
| США Billboard 200                          | 11              |

| Чарт (2004)                            | Позиція |
| -------------------------------------- | ------- |
| Велика Британія UK Albums (OCC)        | 34      |
| США Billboard 200                      | 12      |
| США Top R&B/Hip-Hop Albums (Billboard) | 4       |
| Світові чарти (IFPI)                   | 21      |

| Чарт (2005)                            | Позиція |
| -------------------------------------- | ------- |
| США Billboard 200                      | 176     |
| США Top R&B/Hip-Hop Albums (Billboard) | 94      |

| Чарт (2016)                              | Позиція |
| ---------------------------------------- | ------- |
| Австралія Australian Urban Albums (ARIA) | 94      |

| Чарт (2022)                            | Позиція |
| -------------------------------------- | ------- |
| США Billboard 200                      | 97      |
| США Top R&B/Hip-Hop Albums (Billboard) | 68      |

## Сертифікації
| Регіон | Сертифікація  | Продажі   |
| --- | ------------- | --------- |
| Канада (Music Canada)                                                                                            | Платиновий    | 100 000^  |
| Данія (IFPI Denmark)                                                                                             | Платиновий    | 20 000    |
| Нова Зеландія (RIANZ)                                                                                            | Золотий       | 7500^     |
| Велика Британія (BPI)                                                                                            | 3× Платиновий | 900 000   |
| США (RIAA) | 4× Платиновий | 4 000 000 |
| ^відвантаження, що базуються лише на сертифікаціях · продажі+прослуховування, що базуються лише на сертифікаціях |               |           |